# Verein für Leibesübungen Wolfsburg 2016-2017 (femminile)
Questa voce raccoglie le informazioni riguardanti la squadra femminile del Verein für Leibesübungen Wolfsburg nelle competizioni ufficiali della stagione 2016-2017.

## Stagione
La stagione 2016-2017 della squadra femminile del VfL Wolfsburg è partita con la partenza di Verena Faißt e il ritiro dall'attività agonistica di Nadine Keßler. Per coprire i ruoli scoperti sono arrivate l'australiana Emily van Egmond dall'1. FFC Francoforte e l'islandese Sara Björk Gunnarsdóttir dal Rosengård, più Anja Mittag dal Paris Saint-Germain.
In Frauen-Bundesliga il Wolfsburg ha vinto il suo terzo titolo, due anni dopo il precedente. Il campionato è stato concluso con 54 punti, frutto di 17 vittorie, tre pareggi e due sconfitte, e due punti di vantaggio sul Bayern Monaco, secondo classificato, sebbene la rincorsa al primo posto era stata fatta per tutta la prima metà del campionato sul Turbine Potsdam. La squadra è arrivata in finale di DFB-Pokal der Frauen, superando il Sand per 2-1 grazie alla doppietta realizzata da Pernille Harder nel secondo tempo.
Il cammino del Wolfsburg in UEFA Women's Champions League si è interrotto ai quarti di finale per mano dell'Olympique Lione: dopo la sconfitta casalinga per 0-2, le tedesche sono andate a vincere in casa delle lionesi per 1-0, senza riuscire a ribaltare il risultato complessivo. Nei turni precedenti il Wolfsburg aveva eliminato prima le inglesi del Chelsea e poi le svedesi dell'Eskilstuna United, trascinate soprattutto dalle reti realizzate da Zsanett Jakabfi.

## Divise e sponsor
Le tenute di gioco sono le stesse del Wolfsburg maschile. Il main sponsor era l'azienda proprietaria della società, la casa automobilistica Volkswagen tramite l'iconico marchio VW stampato sulla parte anteriore della maglietta, mentre quello tecnico, fornitore delle tenute di gioco, era Nike.
| Casa | Trasferta | Terza divisa |

## Organigramma societario
Area tecnica
- Allenatore: Ralf Kellermann
- Vice allenatore: Britta Carlson
- Vice allenatore: Ariane Hingst
- Vice allenatore: Stephan Lerch
- Preparatore dei portieri: Frank Pichatzek, Patrick Platins

## Rosa
| N. |                      | Ruolo | Calciatrice              |
| -- | -------------------- | ----- | ------------------------ |
| 1  | Germania (bandiera)  | P     | Almuth Schult            |
| 2  | Germania (bandiera)  | D     | Luisa Wensing            |
| 3  | Ungheria (bandiera)  | C     | Zsanett Jakabfi          |
| 4  | Svezia (bandiera)    | D     | Nilla Fischer            |
| 5  | Australia (bandiera) | D     | Emily van Egmond         |
| 7  | Islanda (bandiera)   | C     | Sara Björk Gunnarsdóttir |
| 8  | Germania (bandiera)  | D     | Babett Peter             |
| 9  | Germania (bandiera)  | C     | Anna Blässe              |
| 10 | Belgio (bandiera)    | A     | Tessa Wullaert           |
| 11 | Germania (bandiera)  | A     | Alexandra Popp           |
| 12 | Germania (bandiera)  | P     | Jana Burmeister          |
| 16 | Svizzera (bandiera)  | D     | Noelle Maritz            |
| 17 | Polonia (bandiera)   | A     | Ewa Pajor                |
| 18 | Svizzera (bandiera)  | C     | Vanessa Bernauer         |
| 19 | Svizzera (bandiera)  | A     | Ramona Bachmann          |
| 20 | Germania (bandiera)  | D     | Stephanie Bunte          |

| N. |                      | Ruolo | Calciatrice            |
| -- | -------------------- | ----- | ---------------------- |
| 21 | Svizzera (bandiera)  | C     | Lara Dickenmann        |
| 22 | Danimarca (bandiera) | A     | Pernille Harder        |
| 23 | Norvegia (bandiera)  | A     | Marie Dølvik Markussen |
| 24 | Germania (bandiera)  | D     | Maria-Joelle Wedemeyer |
| 26 | Norvegia (bandiera)  | C     | Caroline Graham Hansen |
| 27 | Germania (bandiera)  | C     | Isabel Kerschowski     |
| 28 | Germania (bandiera)  | C     | Lena Goeßling          |
| 29 | Germania (bandiera)  | P     | Merle Frohms           |
| 30 | Francia (bandiera)   | C     | Élise Bussaglia        |
| 31 | Germania (bandiera)  | C     | Julia Šimić            |
| 33 | Germania (bandiera)  | P     | Jennifer Martens       |
| 41 | Germania (bandiera)  | A     | Anja Mittag            |
|    | Germania (bandiera)  | D     | Johanna Tietge         |
|    | Germania (bandiera)  | C     | Franziska Fiebig       |
|    | Polonia (bandiera)   | A     | Agata Tarczyńska       |

## Calciomercato

### Sessione estiva
| Acquisti | Acquisti                 | Acquisti            | Acquisti   |
| R.       | Nome                     | da                  | Modalità   |
| -------- | ------------------------ | ------------------- | ---------- |
| D        | Emily van Egmond         | 1. FFC Francoforte  | definitivo |
| C        | Sara Björk Gunnarsdóttir | Rosengård           | definitivo |
| C        | Madeleine Wojtecki       | Lübars              | definitivo |
| A        | Anja Mittag              | Paris Saint-Germain | definitivo |

| Cessioni | Cessioni      | Cessioni      | Cessioni      |
| R.       | Nome          | a             | Modalità      |
| -------- | ------------- | ------------- | ------------- |
| D        | Verena Faißt  | Bayern Monaco | definitivo    |
| C        | Nadine Keßler |               | fine carriera |
| A        | Synne Jensen  | Stabæk        | in prestito   |

### Sessione invernale
| Acquisti | Acquisti               | Acquisti     | Acquisti   |
| R.       | Nome                   | da           | Modalità   |
| -------- | ---------------------- | ------------ | ---------- |
| P        | Jennifer Martens       | Werder Brema | definitivo |
| A        | Pernille Harder        | Linköping    | definitivo |
| A        | Marie Dølvik Markussen | Stabæk       | definitivo |

| Cessioni | Cessioni        | Cessioni  | Cessioni   |
| R.       | Nome            | a         | Modalità   |
| -------- | --------------- | --------- | ---------- |
| A        | Ramona Bachmann | Chelsea   | definitivo |
| A        | Synne Jensen    | Stabæk    | definitivo |
| A        | Anja Mittag     | Rosengård | definitivo |

## Risultati

### Frauen-Bundesliga

#### Girone di andata
| Willstätt 4 settembre 2016, ore 11:00 CEST 1ª giornata | Sand               | 0 – 0 referto | Wolfsburg | ORSAY-Stadion (1 110 spett.)\| Arbitro: \| Heimann (Gladbeck) \| |
| Arbitro:                                               | Heimann (Gladbeck) |               |           |                                                                  |

| Arbitro: | Kunkel (Amburgo) |

|                         |           |  |
| Mittag 55’ Bachmann 57’ | Marcatori |  |

| Arbitro: | Rafalski (Baunatal) |

|             |           |                         |
| Miedema 69’ | Marcatori | 32’ Dickenmann 76’ Popp |

| Arbitro: | Appelmann (Alzey) |

|                      |           |  |
| Jakabfi 30’ Popp 89’ | Marcatori |  |

| Arbitro: | Wozniak (Herne) |

|            |           |                      |
| Demann 19’ | Marcatori | 43’ Fischer 89’ Popp |

| Wolfsburg 30 ottobre 2016, ore 14:00 CET 6ª giornata | Wolfsburg          | 0 – 0 referto | 1. FFC Francoforte | AOK Stadion (2 006 spett.)\| Arbitro: \| Söder (Ingolstadt) \| |
| Arbitro:                                             | Söder (Ingolstadt) |               |                    |                                                                |

| Arbitro: | Biehl (Siesbach) |

|          |           |                       |
| Gier 58’ | Marcatori | 26’ Jakabfi 80’ Peter |

| Arbitro: | Rafalski (Baunatal) |

|  |           |              |
|  | Marcatori | 63’ Aigbogun |

| Arbitro: | Appelmann (Alzey) |

|  |           |                         |
|  | Marcatori | 60’ Fischer 67’ Jakabfi |

| Arbitro: | Müller-Schmäh (Potsdam) |

|                |           |  |
| Dickenmann 26’ | Marcatori |  |

| Arbitro: | Rafalski (Baunatal) |

|             |           |                  |
| Voňková 47’ | Marcatori | 61’, 65’ Fischer |

#### Girone di ritorno
| Arbitro: | Weigelt (Lipsia) |

|                                                           |           |            |
| Blässe 3’ Wullaert 31’ Savin 56’ (aut.) Gunnarsdóttir 62’ | Marcatori | 80’ Burger |

| Arbitro: | Wacker (Lehrensteinsfeld) |

|           |           |                                                                                                |
| Knaak 34’ | Marcatori | 9’, 83’ Popp 13’ Fischer 54’ Bussaglia 76’ Bernauer 82’ Peter 86’ Van Egmond 87’ Graham Hansen |

| Arbitro: | Rafalski (Baunatal) |

|                            |           |  |
| Harder 14’ Kerschowski 83’ | Marcatori |  |

| Arbitro: | Kunkel (Amburgo) |

|  |           |                                                   |
|  | Marcatori | 69’ Pajor 79’ Van Egmond 83’ (rig.) Graham Hansen |

| Arbitro: | Westerhoff (Bochum) |

|                                                           |           |  |
| Graham Hansen 38’ (rig.) Van Egmond 45+2’, 77’ Harder 48’ | Marcatori |  |

| Arbitro: | Biehl (Siesbach) |

|             |           |                                                              |
| Groenen 27’ | Marcatori | 30’, 68’ Dickenmann 47’ Harder 79’ Pajor 90+1’ Graham Hansen |

| Arbitro: | Weigelt (Lipsia) |

|                                                               |           |  |
| Pajor 4’, 79’ Harder 16’, 42’, 46’ Popp 39’, 62’ Wullaert 77’ | Marcatori |  |

| Arbitro: | Wacker (Lehrensteinsfeld) |

|           |           |                                                 |
| Kemme 28’ | Marcatori | 5’ (rig.) Graham Hansen 48’ Blässe 56’ Wullaert |

| Arbitro: | Stolz (Pritzwalk) |

|                    |           |              |
| Popp 40’ Pajor 54’ | Marcatori | 39’ Schüller |

| Arbitro: | Westerhoff (Bochum) |

|                |           |  |
| Simon 55’, 66’ | Marcatori |  |

| Arbitro: | Rafalski (Baunatal) |

|                                         |           |                      |
| Graham Hansen 69’ (rig.) Dickenmann 82’ | Marcatori | 22’ Arnold 45’ Ramos |

### DFB-Pokal der Frauen
| Arbitro: | Miriam Schwermer (Rieder) |

|  |           | |
|  | Marcatori | 5’, 59’, 79’ Mittag 28’ Wullaert 39’ (rig.), 57’ (rig.) Bussaglia 40’ Bernauer 85’ Tarczyńska 90’ Pajor |

| Arbitro: | Susann Kunkel (Amburgo) |

|  |           |                      |
|  | Marcatori | 64’ Mittag 88’ Pajor |

| Arbitro: | Marina Wozniak (Herne) |

|  |           |                                     |
|  | Marcatori | 73’ Wullaert 86’ (aut.) Lewandowski |

| Arbitro: | Angelika Söder (Ingolstadt) |

|             |           |                             |
| Kayikçi 20’ | Marcatori | 52’ Graham Hansen 96’ Pajor |

| Arbitro: | Appelmann |

|                 |           |                 |
| Damnjanović 78’ | Marcatori | 65’, 75’ Harder |

### UEFA Women's Champions League
| Arbitro: | Mitsi |

|  |           |                       |
|  | Marcatori | 12’, 39’, 54’ Jakabfi |

| Arbitro: | Vitulano |

|                   |           |           |
| Gunnarsdóttir 80’ | Marcatori | 43’ Aluko |

| Arbitro: | Dorcioman |

|             |           |                                    |
| Banusic 31’ | Marcatori | 5’, 17’, 52’, 63’ Jakabfi 76’ Popp |

| Arbitro: | Staubli |

|                                         |           |  |
| Dickenmann 38’ Jakabfi 62’ Bernauer 85’ | Marcatori |  |

| Arbitro: | Adámková |

|  |           |                        |
|  | Marcatori | 62’ Abily 74’ Marozsán |

| Arbitro: | Mularczyk |

|  |           |                          |
|  | Marcatori | 82’ (rig.) Graham Hansen |

## Statistiche

### Statistiche di squadra
| Competizione         | Punti | In casa | In casa | In casa | In casa | In casa | In casa | In trasferta | In trasferta | In trasferta | In trasferta | In trasferta | In trasferta | Totale | Totale | Totale | Totale | Totale | Totale | DR  |
| Competizione         | Punti | G       | V       | N       | P       | Gf      | Gs      | G            | V            | N            | P            | Gf           | Gs           | G      | V      | N      | P      | Gf     | Gs     | DR  |
| -------------------- | ----- | ------- | ------- | ------- | ------- | ------- | ------- | ------------ | ------------ | ------------ | ------------ | ------------ | ------------ | ------ | ------ | ------ | ------ | ------ | ------ | --- |
| Frauen-Bundesliga    | 54    | 11      | 8       | 2       | 1       | 27      | 5       | 11           | 9            | 1            | 1            | 29           | 9            | 22     | 17     | 3      | 2      | 56     | 14     | +42 |
| DFB-Pokal der Frauen | -     | 0       | 0       | 0       | 0       | 0       | 0       | 4            | 4            | 0            | 0            | 15           | 1            | 5      | 5      | 0      | 0      | 17     | 2      | +15 |
| Champions League     | -     | 3       | 1       | 1       | 1       | 4       | 3       | 3            | 3            | 0            | 0            | 9            | 1            | 6      | 4      | 1      | 1      | 13     | 4      | +9  |
| Totale               | -     | 14      | 9       | 3       | 2       | 31      | 8       | 18           | 16           | 1            | 1            | 53           | 11           | 33     | 26     | 4      | 3      | 86     | 20     | +66 |

### Andamento in campionato
| Giornata  | 1 | 2 | 3 | 4 | 5 | 6 | 7 | 8 | 9 | 10 | 11 | 12 | 13 | 14 | 15 | 16 | 17 | 18 | 19 | 20 | 21 | 22 |
| --------- | - | - | - | - | - | - | - | - | - | -- | -- | -- | -- | -- | -- | -- | -- | -- | -- | -- | -- | -- |
| Luogo     | T | C | T | C | T | C | T | C | T | C  | T  | C  | T  | C  | T  | C  | T  | C  | T  | C  | T  | C  |
| Risultato | N | V | V | V | V | N | V | P | V | V  | V  | V  | V  | V  | V  | V  | V  | V  | V  | V  | P  | N  |
| Posizione | 7 | 4 | 4 | 3 | 2 | 3 | 2 | 5 | 4 | 2  | 2  | 2  | 2  | 2  | 2  | 1  | 1  | 1  | 1  | 1  | 1  | 1  |

Legenda:

Luogo: C = Casa; T = Trasferta. Risultato: V = Vittoria; N = Pareggio; P = Sconfitta.

### Statistiche delle giocatrici
| Giocatore        | Frauen-Bundesliga | Frauen-Bundesliga | Frauen-Bundesliga | Frauen-Bundesliga | DFB-Pokal der Frauen | DFB-Pokal der Frauen | DFB-Pokal der Frauen | DFB-Pokal der Frauen | Champions League | Champions League | Champions League | Champions League | Totale   | Totale | Totale      | Totale     |
| Giocatore        | Presenze          | Reti              | Ammonizioni       | Espulsioni        | Presenze             | Reti                 | Ammonizioni          | Espulsioni           | Presenze         | Reti             | Ammonizioni      | Espulsioni       | Presenze | Reti   | Ammonizioni | Espulsioni |
| ---------------- | ----------------- | ----------------- | ----------------- | ----------------- | -------------------- | -------------------- | -------------------- | -------------------- | ---------------- | ---------------- | ---------------- | ---------------- | -------- | ------ | ----------- | ---------- |
| R. Bachmann      | 5                 | 1                 | 0                 | 0                 | 0                    | 0                    | 0                    | 0                    | 1                | 0                | 0                | 0                | 6        | 1      | 0           | 0          |
| V. Bernauer      | 12                | 1                 | 3                 | 0                 | 4                    | 1                    | 0                    | 0                    | 3                | 1                | 0                | 0                | 19       | 3      | 3           | 0          |
| A. Blässe        | 17                | 2                 | 2                 | 0                 | 5                    | 0                    | 0                    | 0                    | 4                | 0                | 3                | 1                | 26       | 2      | 5           | 1          |
| S. Bunte         | 2                 | 0                 | 0                 | 0                 | 0                    | 0                    | 0                    | 0                    | 0                | 0                | 0                | 0                | 2        | 0      | 0           | 0          |
| J. Burmeister    | 0                 | 0                 | 0                 | 0                 | 0                    | 0                    | 0                    | 0                    | 0                | 0                | 0                | 0                | 0        | 0      | 0           | 0          |
| É. Bussaglia     | 11                | 1                 | 0                 | 0                 | 2                    | 2                    | 0                    | 0                    | 3                | 0                | 0                | 0                | 16       | 3      | 0           | 0          |
| L. Dickenmann    | 22                | 5                 | 1                 | 0                 | 3                    | 0                    | 0                    | 0                    | 6                | 1                | 0                | 0                | 31       | 6      | 1           | 0          |
| F. Fiebig        | 0                 | 0                 | 0                 | 0                 | 1                    | 0                    | 0                    | 0                    | 0                | 0                | 0                | 0                | 1        | 0      | 0           | 0          |
| N. Fischer       | 22                | 5                 | 2                 | 0                 | 4                    | 0                    | 0                    | 0                    | 6                | 0                | 0                | 0                | 32       | 5      | 2           | 0          |
| M. Frohms        | 3                 | -3                | 0                 | 0                 | 2                    | 0                    | 0                    | 0                    | 0                | 0                | 0                | 0                | 5        | -3     | 0           | 0          |
| C. Graham Hansen | 16                | 6                 | 0                 | 0                 | 3                    | 1                    | 1                    | 0                    | 4                | 1                | 1                | 0                | 23       | 8      | 2           | 0          |
| L. Goeßling      | 7                 | 0                 | 0                 | 0                 | 0                    | 0                    | 0                    | 0                    | 2                | 0                | 0                | 0                | 9        | 0      | 0           | 0          |
| S. Gunnarsdóttir | 17                | 1                 | 2                 | 0                 | 4                    | 0                    | 2                    | 1                    | 6                | 1                | 1                | 0                | 27       | 2      | 5           | 1          |
| P. Harder        | 12                | 6                 | 0                 | 0                 | 3                    | 2                    | 0                    | 0                    | 2                | 0                | 0                | 0                | 17       | 8      | 0           | 0          |
| Z. Jakabfi       | 10                | 3                 | 0                 | 0                 | 1                    | 0                    | 0                    | 0                    | 4                | 8                | 0                | 0                | 15       | 11     | 0           | 0          |
| I. Kerschowski   | 19                | 1                 | 0                 | 0                 | 2                    | 0                    | 0                    | 0                    | 5                | 0                | 0                | 0                | 26       | 1      | 0           | 0          |
| N. Maritz        | 15                | 0                 | 0                 | 0                 | 5                    | 0                    | 0                    | 0                    | 2                | 0                | 0                | 0                | 22       | 0      | 0           | 0          |
| M. Markussen     | 0                 | 0                 | 0                 | 0                 | 0                    | 0                    | 0                    | 0                    | 0                | 0                | 0                | 0                | 0        | 0      | 0           | 0          |
| J. Martens       | 0                 | 0                 | 0                 | 0                 | 0                    | 0                    | 0                    | 0                    | 0                | 0                | 0                | 0                | 0        | 0      | 0           | 0          |
| A. Mittag        | 10                | 1                 | 0                 | 0                 | 2                    | 4                    | 0                    | 0                    | 5                | 0                | 0                | 0                | 17       | 5      | 0           | 0          |
| E. Pajor         | 12                | 5                 | 0                 | 0                 | 4                    | 3                    | 0                    | 0                    | 1                | 0                | 0                | 0                | 17       | 8      | 0           | 0          |
| B. Peter         | 22                | 2                 | 0                 | 0                 | 4                    | 0                    | 1                    | 0                    | 6                | 0                | 0                | 0                | 32       | 2      | 1           | 0          |
| A. Popp          | 21                | 8                 | 1                 | 0                 | 4                    | 0                    | 0                    | 1                    | 6                | 1                | 1                | 0                | 31       | 9      | 2           | 1          |
| A. Schult        | 19                | -11               | 0                 | 0                 | 3                    | -2                   | 0                    | 0                    | 6                | -4               | 0                | 0                | 28       | -17    | 0           | 0          |
| J. Šimić         | 4                 | 0                 | 0                 | 0                 | 1                    | 0                    | 0                    | 0                    | 3                | 0                | 0                | 0                | 8        | 0      | 0           | 0          |
| A. Tarczyńska    | 0                 | 0                 | 0                 | 0                 | 1                    | 1                    | 0                    | 0                    | 0                | 0                | 0                | 0                | 1        | 1      | 0           | 0          |
| J. Tietge        | 0                 | 0                 | 0                 | 0                 | 1                    | 0                    | 0                    | 0                    | 0                | 0                | 0                | 0                | 1        | 0      | 0           | 0          |
| E. van Egmond    | 8                 | 4                 | 1                 | 0                 | 5                    | 0                    | 1                    | 0                    | 3                | 0                | 0                | 0                | 16       | 4      | 2           | 0          |
| M-J. Wedemeyer   | 2                 | 0                 | 0                 | 0                 | 0                    | 0                    | 0                    | 0                    | 0                | 0                | 0                | 0                | 2        | 0      | 0           | 0          |
| L. Wensing       | 0                 | 0                 | 0                 | 0                 | 0                    | 0                    | 0                    | 0                    | 0                | 0                | 0                | 0                | 0        | 0      | 0           | 0          |
| T. Wullaert      | 20                | 3                 | 1                 | 0                 | 5                    | 2                    | 1                    | 0                    | 5                | 0                | 2                | 0                | 30       | 5      | 4           | 0          |